# Joel Ordóñez
Joel Leandro Ordóñez Guerrero (ur. 21 kwietnia 2004 w Guayaquil) – ekwadorski piłkarz występujący na pozycji środkowego obrońcy, reprezentant Ekwadoru, od 2022 roku zawodnik belgijskiego Club Brugge.